# Bâtiment du lycée de Valjevo
Le bâtiment du lycée de Valjevo (en serbe cyrillique : Зграда Гимназије у Ваљеву ; en serbe latin : Zgrada Gimnazije u Valjevu) se trouve à Valjevo, dans le district de Kolubara en Serbie. Il est inscrit sur la liste des monuments culturels protégés de la république de Serbie (identifiant no SK 879).

## Présentation

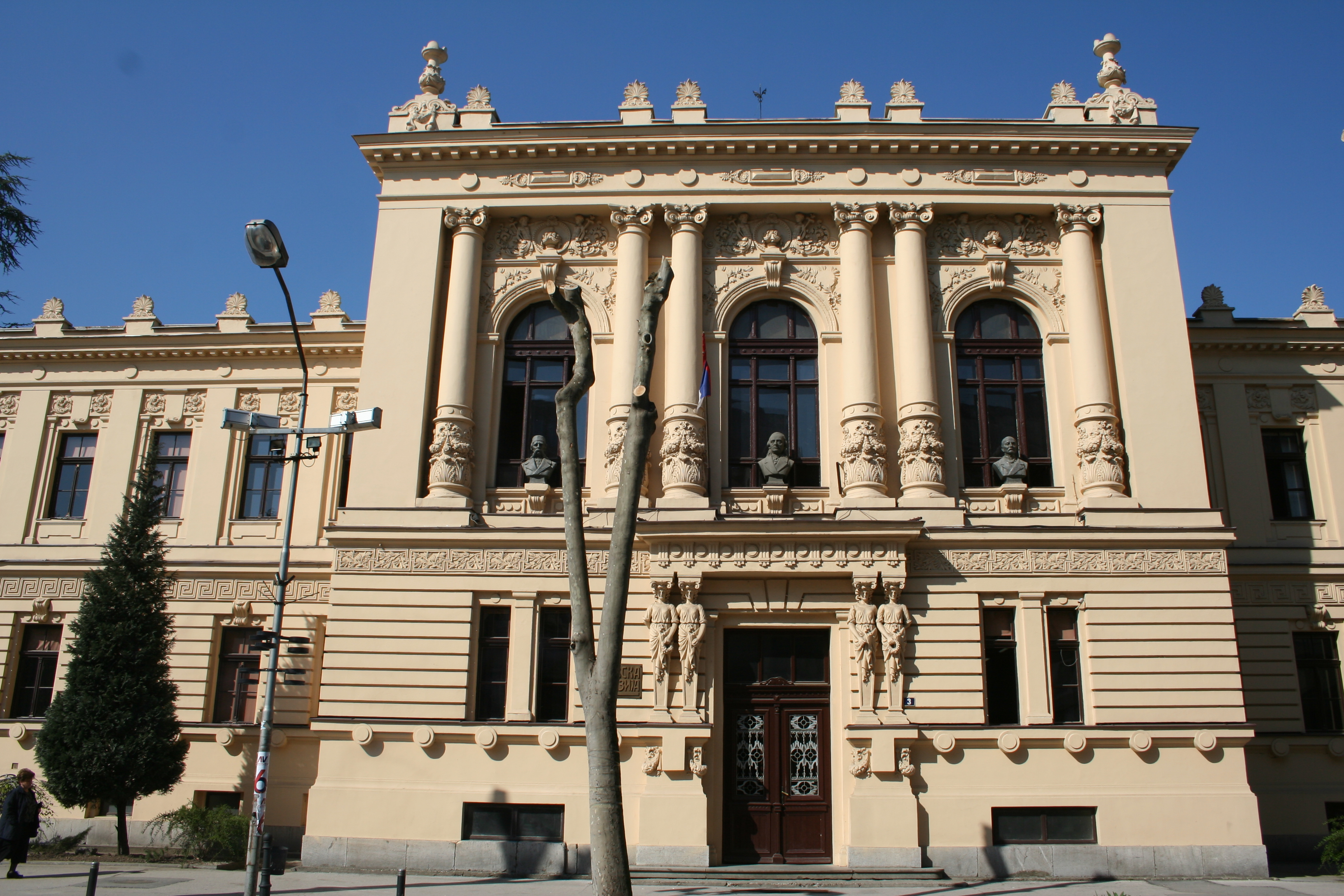
Détail de la façade.

Le bâtiment, situé 3 rue Vuka Karadžića, a été construit en 1906 selon un projet des architectes Dragutin Đorđević et Dušan Živanović. Conçu sur le modèle du bâtiment du 3e lycée de garçons de Belgrade, il combine le style éclectique et le style Sécession[réf. nécessaire].

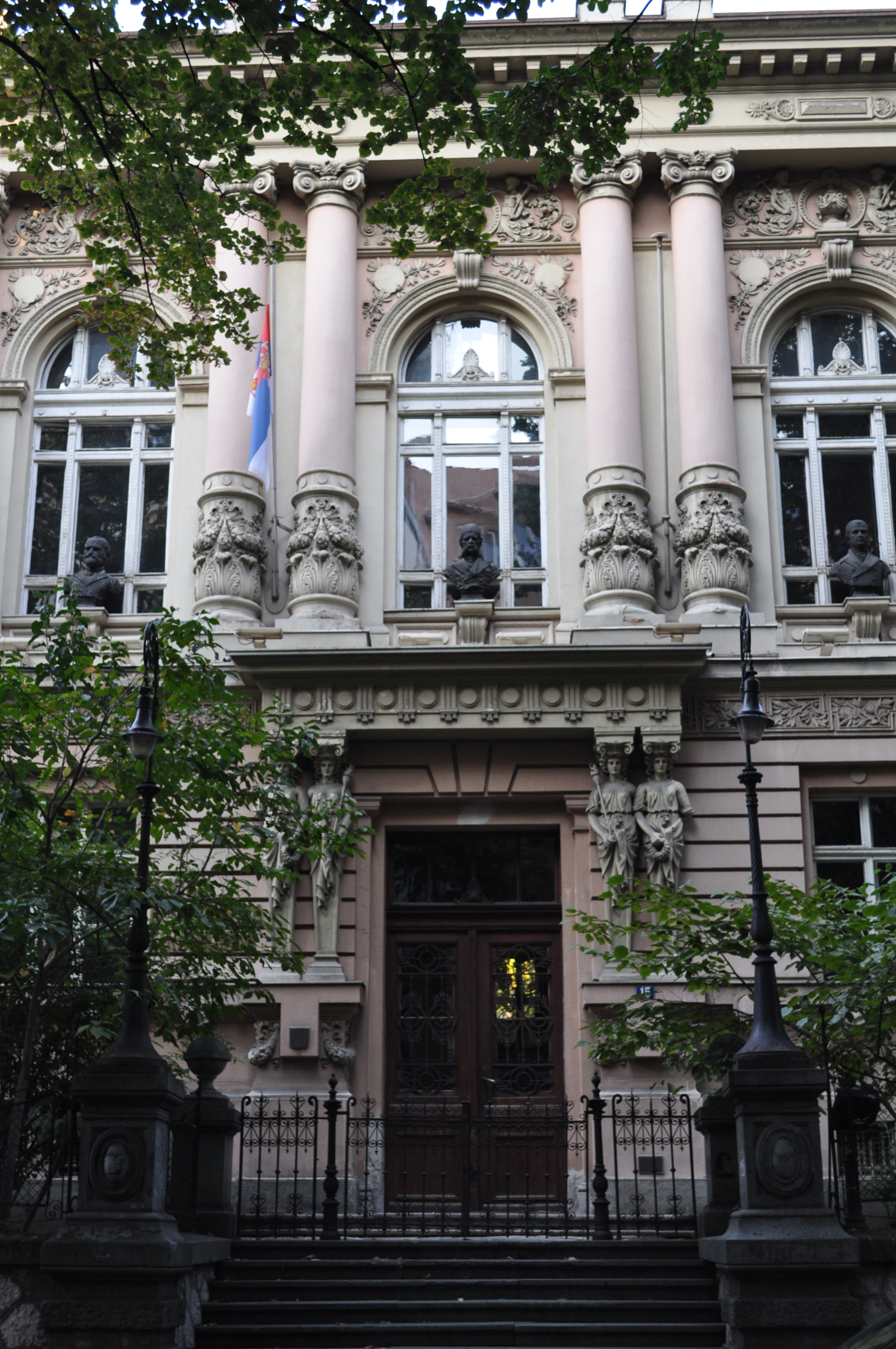
À titre de comparaison : détail du bâtiment du 3e lycée de garçons de Belgrade, également conçu par Dragutin Đorđević et Dušan Živanović.

La façade principale est bâtie de manière symétrique autour d'une grande avancée centrale ; au rez-de-chaussée se trouve l'entrée principale du bâtiment, encadrée par deux paires de cariatides ; à l'étage, trois grande fenêtres cintrées sont séparées par des colonnes massives avec des chapiteaux ioniques[réf. nécessaire]. Devant ces fenêtres se trouvent des bustes de Dositej Obradović, Vuk Karadžić et Ljuba Nenadović, œuvres du sculpteur Đorđe Jovanović.
L'entrée principale donne accès à un escalier monumental qui conduit à une salle de réception richement décorée[réf. nécessaire].

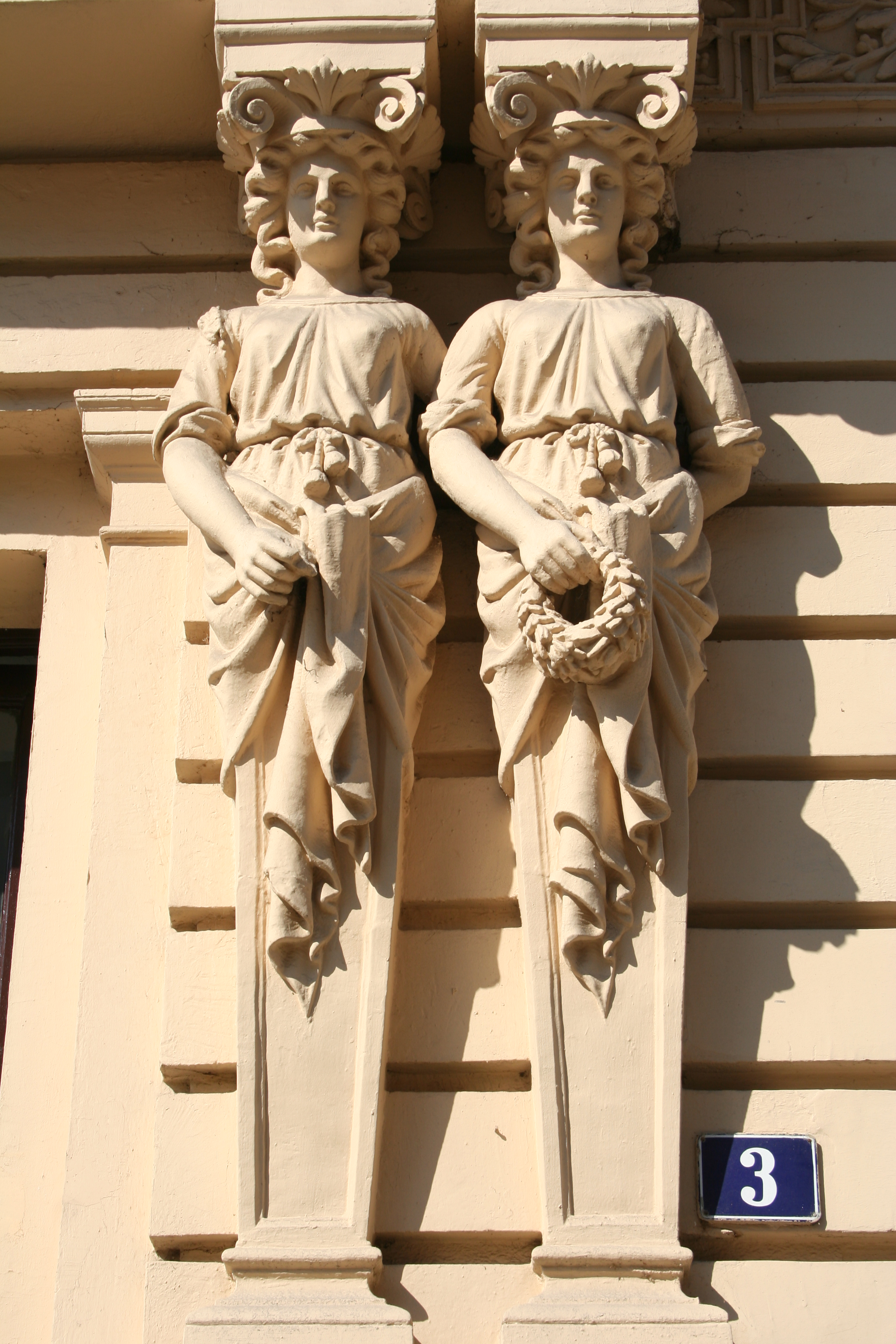
Détail des cariatides.